# Теслич
Те́слич (босн. Teslić, серб. Теслић) — містечко у північній частині Боснії і Герцеговини, на території Республіки Сербської, центр однойменної громади в регіоні Добой. Туристичне місце. Лежить на берегах річки Усора. 
За даними перепису населення 2013 року, в Тесличі проживає 7 518 осіб.

## Історія

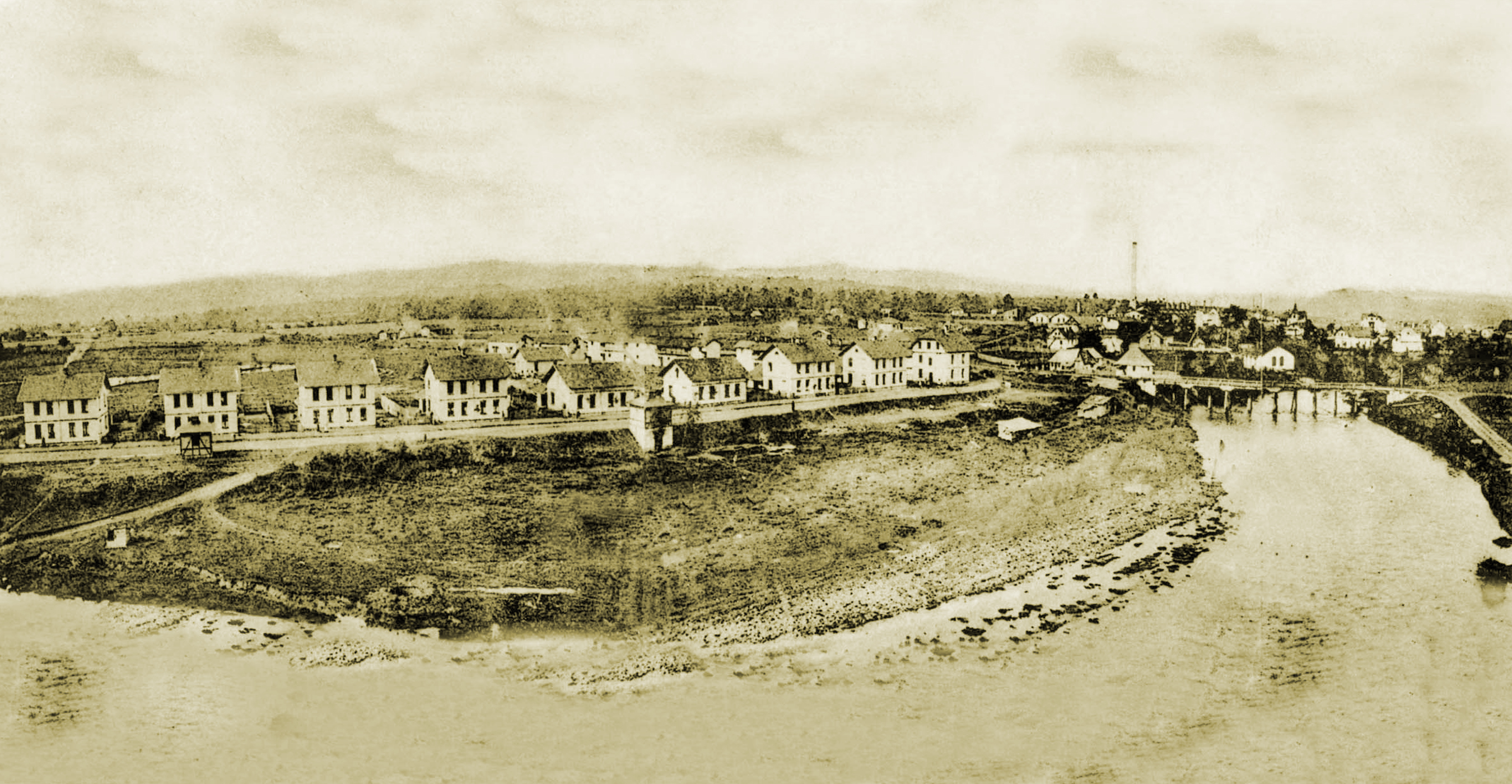
Теслич у перші роки існування

Жупа Усора з VII століття до правління Часлава Клонимировича була частиною незалежної Сербської держави. Від часу правління боснійський бан Кулін (1170-1204) панівною вірою у Боснії було богомильство, яке до XV ст. було майже повністю втрачено. Найважливішими пам'ятками з цього часу є надгробки «стечки».
Сам міський центр Теслича зведено з приходом Австро-Угорської імперії, в останньому десятилітті ХІХ ст. Перед спорудженням міста на тому місці ніякого поселення не було, а сама місцина називалася Табор-Полє. Населені пункти навколо сучасного Теслича набагато старші, ніж місто. Деякі з них беруть початок іще з Середньовіччя.

## Населення
| Національність      | 2013  | 1991           | 1981           | 1971           |
| Серби               |       | 3.571 (41,25%) | 2.465 (37,01%) | 1.951 (40,02%) |
| Югослави            |       | 1.987 (22,95%) | 1.557 (23,37%) | 69 (1,41%)     |
| Мусульмани          |       | 1.889 (21,82%) | 1.568 (23,54%) | 1.595 (32,72%) |
| Хорвати             |       | 766 (8,85%)    | 954 (14,32%)   | 1.103 (22,63%) |
| Чорногорці          |       |                | 51             | 34             |
| Словенці            |       |                | 7              | 10             |
| Македонці           |       |                | 1              | 1              |
| Угорці              |       |                | 3              | 3              |
| Албанці             |       |                |                | 9              |
| Інші та невизначені |       | 442            | 54             | 99             |
| Загалом             | 7.518 | 8.655          | 6.660          | 4.874          |